# National Society for Women's Suffrage
Ne doit pas être confondu avec National Union of Women's Suffrage Societies.
La National Society for Women's Suffrage (Société nationale pour le droit de vote des femmes) est la première organisation nationale britannique à faire campagne en faveur du droit de vote des femmes. Fondée le 6 novembre 1867, par Lydia Becker, l'association a contribué à poser les fondements du mouvement suffragiste britannique.
Eliza Wigham, sa belle-mère Jane Wigham et plusieurs autres ont ensuite créé une branche de la société à Édimbourg, dont Eliza Wigham et Agnès McLaren deviennent secrétaires tandis que Priscilla Bright McLaren en est la présidente.
La création de la société londonienne a été suivie par la création de National Union of Women's Suffrage Societies et de la Women's Social and Political Union.